# Neoperla seriespinosa
Neoperla seriespinosa är en bäcksländeart som beskrevs av Peter Zwick 1986. Neoperla seriespinosa ingår i släktet Neoperla och familjen jättebäcksländor. Inga underarter finns listade i Catalogue of Life.